# 园博园站 (湖北省)
园博园站位于中华人民共和国湖北省武汉市江汉区和硚口区交界，是武汉地铁7号线的地铁车站，建设时期曾名为长丰站。

## 车站结构
车站位于园博园东路，车站长460.2米，为地下二层12米宽岛式车站，总建筑面积2.59万平方米，设有6个出入口，部分出口将实现与园博园无缝对接。在车站南端还连接长丰停车场。

### 楼层分布
| 地面     | 地面               | 出入口                             |  |  |
| 地下一层 | 站厅               | 售票机、客服中心、武漢通充值       |  |  |
| 地下二层 |                    | █ 7号线 往黄陂广场（园博园北）     |  |  |
|          | 岛式站台，左侧开门 |                                    |  |  |
|          |                    | █ 7号线 往青龙山地铁小镇（常码头） |  |  |

### 車站出口
|                                                 |      |      |                                   |
| 出口編號                                        | 設施 | 照片 | 建議前往的目的地                  |
| A                                               |      |      | 園博園東路 武漢園博園、漢口里     |
| B                                               |      |      | 園博園東路 武漢園博園、漢口里     |
| C                                               |      |      | 園博園東路 武漢園博園             |
| D                                               |      |      | 園博園東路 園博大道、武漢園博園   |
| E                                               |      |      | 園博園東路 江發路、香緹美景       |
| F                                               |      |      | 園博園東路 江興路、京山輕機工業園 |
| 注： 設有升降機 \| 設有輪椅升降台 \| 設有洗手間 |      |      |                                   |

## 运营信息
- 7号线首末班车时间

## 邻近地区
江达路，园博园，汉口里，江发路，香缇美景，长丰停车场，江汉经济技术开发区，武汉市江汉区人民法院等。

### 内部链接
- 武汉地铁车站列表